# 莫纳奇廖尼
莫纳奇廖尼（義大利語：Monacilioni），是意大利坎波巴索省的一个市镇。总面积27平方公里，人口612人，人口密度22.7人/平方公里（2009年）。ISTAT代码为070040。